# Ziegelhütte (Ippesheim)
Ziegelhütte (auch Armenhaus genannt) ist eine Wüstung auf dem Gemeindegebiet des Marktes Ippesheim im mittelfränkischen Landkreis Neustadt an der Aisch-Bad Windsheim. Sie lag in der Gemarkung Ippesheim.

## Geografische Lage
Die Einöde lag auf freier Flur auf einer Höhe von 279 m ü. NHN am Ensbach, einem rechten Zufluss der Iff, in unmittelbarer Nachbarschaft zur Schreinersmühle, die die Haus Nr. 100 trug. Das Ortszentrum von Ippesheim war 400 Meter westlich. Heute steht an der Stelle der Ziegelhütte ein Wohnhaus mit der Haus Nr. 16 der Molkereistraße.

## Geschichte
Mit dem Gemeindeedikt (frühes 19. Jahrhundert) wurde Ziegelhütte dem Steuerdistrikt Ippesheim und der Ruralgemeinde Ippesheim zugewiesen. Spätestens 1837 wurde Ziegelhütte der neu gebildeten Ruralgemeinde Frankenberg zugewiesen. Nach der Auflösung der Gemeinde, kam Ziegelhütte zur Gemeinde Geckenheim, war ab 1861 wieder bei Ippesheim, danach wiederum bei Geckenheim.

### Einwohnerentwicklung
| Jahr      | 001818 | 001836 | 001840 | 001861 | 001871 | 001885 |
| Einwohner | 5      | 12     | 4      | 5      | 5      | 3      |
| Häuser    | 1      | 1      | 1      |        |        | 1      |
| Quelle    | [ 4 ]  | [ 1 ]  | [ 6 ]  | [ 7 ]  | [ 8 ]  | [ 10 ] |

## Religion
Ziegelhütte war evangelisch-lutherisch geprägt und ursprünglich nach Heiligkreuz (Ippesheim) gepfarrt, nach 1871 war St. Georg (Geckenheim) zuständig.